# Calmeynbos

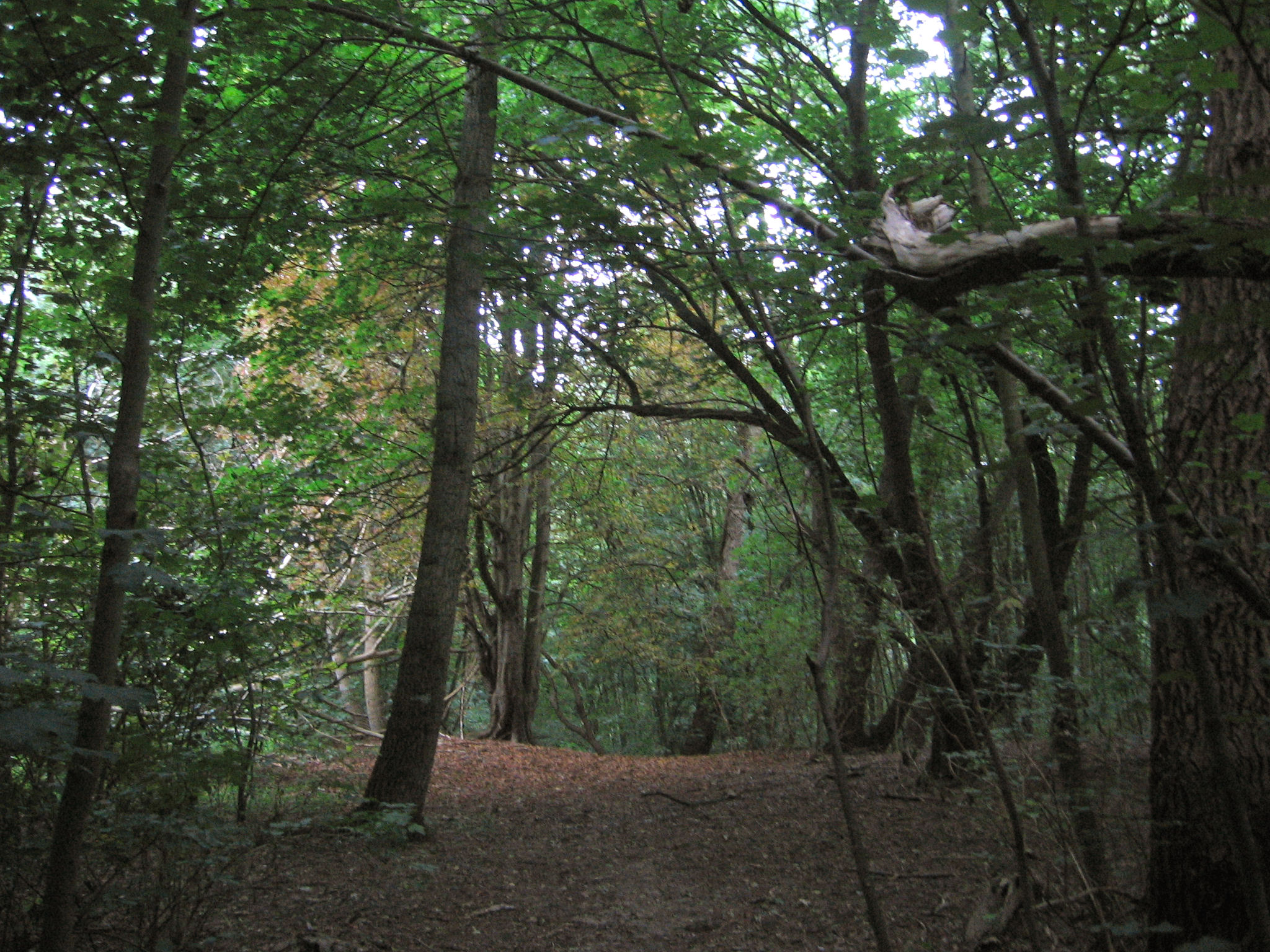
Een typisch tafereel in het Calmeynbos.

Het Calmeynbos bevindt zich op het grondgebied van De Panne. Het bos wordt doorsneden door de Kerkstraat, die de verbinding vormt tussen De Panne en Adinkerke. Het oostelijk deel van het Calmeynbos (20 ha) is eigendom van de gemeente De Panne en sluit aan bij de Oosthoekduinen. Dit deel van het bos wordt samen met de Oosthoekduinen, Duinzoom Oosthoek als Vlaams natuurreservaat beheerd door het Agentschap voor Natuur en Bos.
Het westelijk deel van het Calmeynbos (46 ha) is eigendom van de Intercommunale Waterleidingsmaatschappij van Veurne-Ambacht (IWVA). Samen met de daarop aansluitende Krakeelduinen (52 ha) wordt dit natuurgebied beheerd door de IWVA.
Het Calmeynbos werd aangeplant in 1903, deels op duinen met intact reliëf, deels op genivelleerde voormalige akkers. Dit gebeurde op initiatief van landbouwingenieur Maurice Calmeyn. Hij was geïnteresseerd in de groeimogelijkheden van bomen in kalkrijke duinen en liet daarom een loofbos van 85 ha aanplanten.
Het Calmeynbos is een goed ontwikkeld abelen-iepenbos met spontane verjonging en een grote biotische en abiotische variabiliteit. Vandaag groeien er 25 soorten bomen en 40 soorten heesters. Het bos is rijk aan mossen, korstmossen en zwammen. Het bos biedt broedmogelijkheden aan bosvogels zoals de wielewaal en verschillende soorten spechten. Zowel ten oosten (de Oosthoekduinen) als ten westen (de Krakeelduinen) ligt een halfopen duinlandschap.
Het Calmeynbos is sinds 1935 beschermd als landschap en het maakt tevens deel uit van het Natura 2000-netwerk als onderdeel van 'Duingebieden inclusief IJzermonding en Zwin' (BE2500001).